# Karbyny
Karbyny jsou sloučeniny obsahující nenabitý atom uhlíku, který je se zbytkem struktury spojený jednoduchou kovalentní vazbou a má tři nevazebné elektrony. Atom uhlíku může mít jeden nebo tři nepárové elektrony (v závislosti na tom, jestli jde o základní nebo excitovaný stav) a patří tak mezi radikály. Vzorce karbynů lze zapsat jako R–C· nebo R–C3·, či jako CH.
Karbyny lze považovat za deriváty nejjednodušší sloučeniny vyhovující uvedeným vzorcům, methylidynového radikálu či nesubstituovaného karbynu H–C· nebo H–C3·, kde je funkční skupinou atom vodíku.
Jako karbyn se označuje i jedna z uměle vytvořených alotropních modifikací uhlíku se strukturou lineárního řetězce uhlíkových atomů s hybridizací sp, známá také jako „LAC“ (z anglického linear acetylenic carbon). V roce 1967 byl popsán nekonečný karbynový řetězec s sp-hybridizovanými uhlíky, který obsahuje pouze atomy uhlíku.

## Elektronová konfigurace
Molekuly karbynů mívají spíše dupletové základní stavy: nevazebné elektrony na uhlíku jsou uspořádány jako jeden radikál (nespárovaný elektron) a jeden elektronový pár, s prázdným atomovým orbitalem; triradikály (kvartetové stavy) se nevyskytují.
Nejjednodušším příkladem je radikál CH, mající elektronovou konfiguraci 1σ2 2σ2 3σ2 1π. Molekulový orbital 1σ odpovídá atomovému orbitalu 1s z uhlíku a 2σ je vazebný orbital vazby C–H vytvořený překryv sp-hybridizovaného orbitalu uhlíku s 1s orbitalem vodíku. 3σ je tvořen nevazebným orbitalem uhlíku umístěným ma ose C–H směrem od vodíku, zatímco dva nevazebné orbitaly 1π jsou na osu C–H kolmé. 3σ se vyznačuje sp-hybridizací, kdy má nižší energii než orbital 1π, jenž je čistě druhu p, takže se 3σ zaplňuje přednostně před 1π. CH radikál je izoelektronový s atomem dusíku majícím tři nespárované elektrony, v souladu s Hundovým pravidlem maximální násobnosti. Atom dsusíku má tři degenerované p orbitaly, zatímco u radikálu CH hybridizace jednoho orbitalu (3σ) způsobuje rozdílnost energií.

## Výskyt
Karbyny se mohou vyskytovat jako reaktivní meziprodukty, například fluoromethylidyn (CF) lze spektroskopicky zachytit jako meziprodukt fotolýzy dibromfluormethanu (CHFBr2).
Karbyny mohou také sloužit jako trojvazné ligandy v komplexech přechodných kovů, kde se na kovy vážou třemi nevazebnými elektrony ze skupiny –C3•. Mezi takové komplexy patří například Cl(CO)4W≡C-CH3, WBr(CO)2(2,2'-bipyridin)≡C-aryl a WBr(CO)2(PPh3)2≡C-NR2. Poslední uvedenou sloučeninu lze získat reakcí hexakarbonylu wolframu, W(CO)6, s diisopropylamidem lithným (iPr2N)(OLi)C=W(CO)5, oxidací vzniklé soli oxalylbromidem nebo trifenylfosfindibromidem a navázáním trifenylfosfinu. Další možnost představuje reakce karbenu methoxykovu s Lewisovou kyselinou.